# Chimarra wilcuma
Chimarra wilcuma är en nattsländeart som beskrevs av Roger J. Blahnik 1998. Chimarra wilcuma ingår i släktet Chimarra och familjen stengömmenattsländor. Inga underarter finns listade i Catalogue of Life.